# Heckfield
Heckfield est un village de 339 habitants dans le Hampshire en Angleterre.